# Instituição educacional
Uma instituição educacional é um lugar onde pessoas de diferentes idades obtêm educação, incluindo pré-escolas, creches, escolas primárias, escolas secundárias e universidades. Elas fornecem uma grande variedade de ambientes de aprendizagem e espaços de aprendizagem. A instituição educacional é responsável pela transmissão sistemática de conhecimentos, habilidades e valores culturais dentro de uma estrutura formalmente organizada. É uma das instituições mais influentes nas sociedades contemporâneas. Todas as nações do mundo estão equipadas com algum tipo de sistema educacional, embora esses sistemas variem muito.

## Tipos de instituição educacional
Os tipos de instituição educacional incluem:

### Primeira infancia
- Pré escola
- Jardim da infância
- Berçário

### Primário
- Escola primária (ensino fundamental)
- Ensino médio
- Escola compreensiva
- Grundschule

### Secundário
- Ensino Médio
- Ensino médio (parcialmente)
- Escola independente (Reino Unido)
- Escola preparatória para universidade
- Academia
- Internato
- Ginásio
- Hauptschule
- Realschule